# 敬肃
敬肃（530年代—610年代），字弘俭，隋朝官员，河东郡蒲坂县（今山西省永济市）人。
敬肃少年时以方正耿直知名，出仕担任州主簿。隋文帝开皇初年，为安陵县令，有能干的名声，擢升为秦州司马，转任豳州长史。仁寿年间，为卫州司马，都有政绩。隋炀帝嗣位，转任颍川郡丞。大业五年（609年），到东都朝见皇帝，隋炀帝令司隶大夫薛道衡形容天下百官。薛道衡状称敬肃：“心如铁石，老而弥笃。”当时左翊卫大将军宇文述当政，封地在颍川，曾经有书信嘱咐敬肃。敬肃没有开信封，就令使者拿走。宇文述的宾客有放纵之人，都是指依法，无所宽恕。于是宇文述忌恨他。大业八年（612年），到涿郡朝见皇帝，隋炀帝以他年老有为政佳名，将要擢升他为太守，被宇文述诽谤，没有成功。大业末年，请求退休，特下诏书许可。去官之日，家无余财。一年后，在家中去世，时年八十岁。